# Goran Milović
Goran Milović (Split, 29. siječnja 1989.) bivši je hrvatski nogometaš.

## Mlade godine
Goran Milović je od malena pohađao je Splitovu nogometnu školu, od početnika do juniora. Još dok je igrao u juniorskoj ekipi Splita, tadašnji trener seniora Ljubo Križević ga je uveo u seniorsku momčad. Split je tada igrao Četvrtoj HNL. Od tada je standarni prvotimac.

## Igračka karijera
Od četvrte lige, pa do ulaska u Prvu HNL, Milović igra na mjestu stopera. Borben, pouzdan, samozatajan - brzo je postao miljnik navijača Splita.
Dobitnik je druge po redu nagrade Splitski dišpet za sezonu 2009./10. koju dodjeljuje Udruga navijača RNK Split Crveni đavoli. Također, u četvrtom broju navijačkog lista "Crveni đavoli" je objavljen intervju s njim, kao svojevrsno dodatno navijačko priznanje Miloviću za njegovu srčanu igru.

I u Splitovim prvoligaškim utakmicama Milović se pokazao kao nezamjenjiv igrač.
Nakon što je odbio potpisati produženje ugovora sa Splitom, na početku 2012. godine prelazi u Hajduk.
Statistika u Hajduku
| Natjecanje        | Nastupi | Zgoditci |
| ----------------- | ------- | -------- |
| Prvenstvo         | 115     | 4        |
| Kup               | 17      | 1        |
| Superkup          | 1       | 0        |
| Međunarodne       | 19      | 1        |
| Splitski podsavez | 0       | 0        |
| Ukupno            | 152     | 6        |
| Prijateljske      | 52      | 4        |
| Sveukupno         | 204     | 10       |

U veljači 2016. godine iz Hajduka prelazi u kineski Chongqing Lifan.

## Klupski uspjesi
HNK Hajduk Split:
- Hrvatski nogometni kup (1): 2012./13.

## Vanjske poveznice
- Profil na Transfermarktu
- Profil na Soccerwayu